# Kazimierz Kubala
Kazimierz Kubala (ur. 26 stycznia 1893 w Podłężu, zm. 13 kwietnia 1976 w São Paulo) – magister farmacji, wyszkolony w pilotażu major obserwator lotnictwa wojskowego II RP. Uczestnik I wojny światowej (w lotnictwie austro-węgierskim) oraz wojny polsko-ukraińskiej i wojny polsko-bolszewickiej w Wojsku Polskim. Kawaler Krzyża Srebrnego Orderu Wojskowego Virtuti Militari.

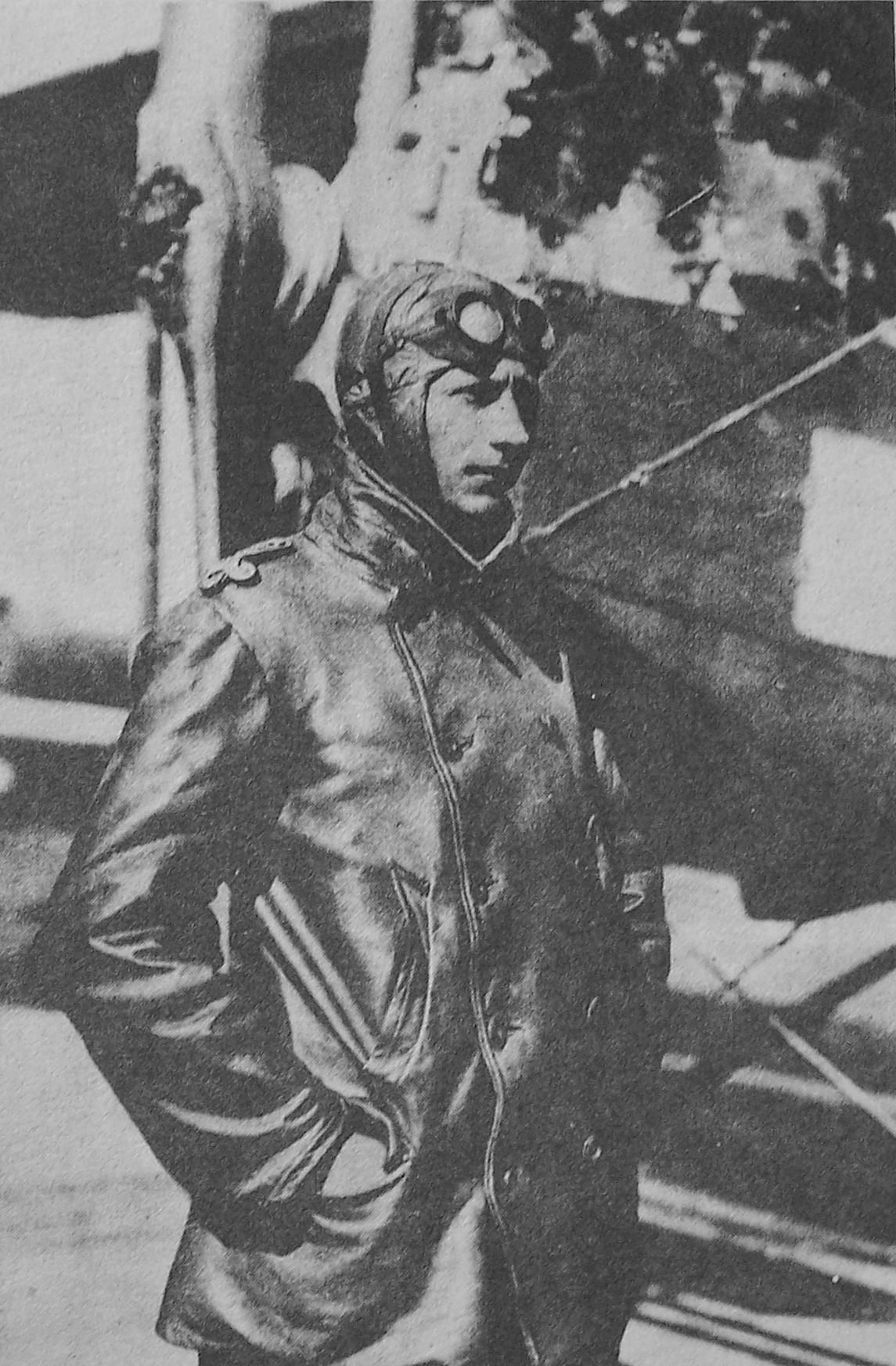
Por. Kazimierz Kubala

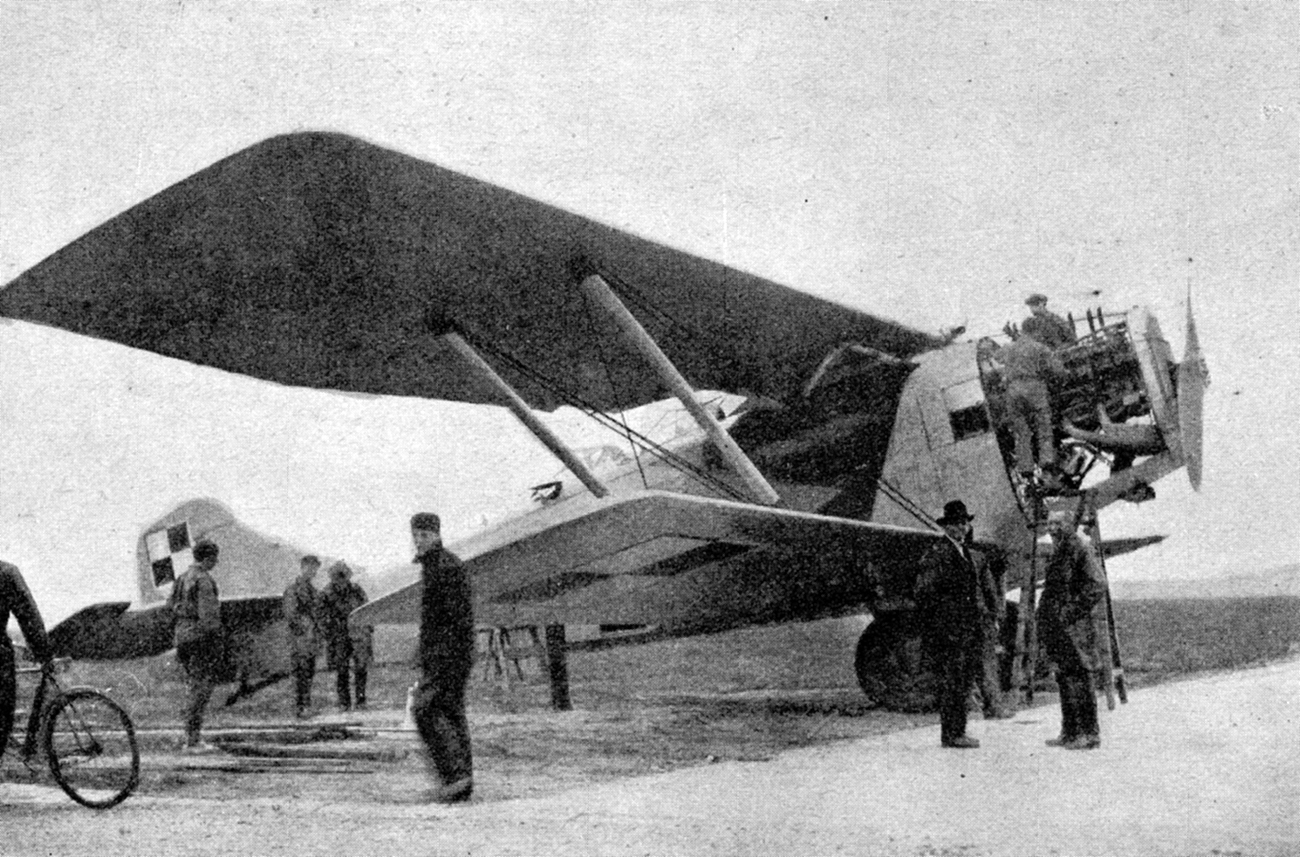
Kazimierz Kubala (z lewej) przed samolotem „Orzeł Biały”

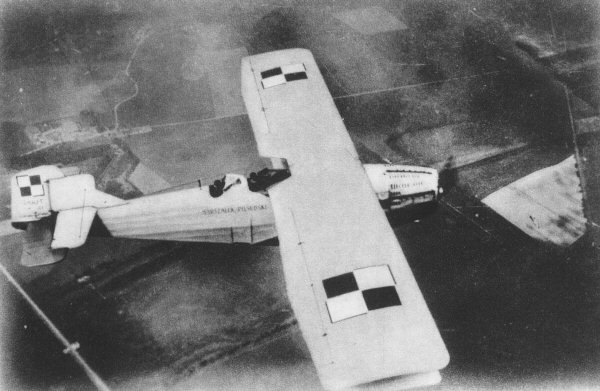
Samolot Amiot 123, na którym Ludwik Idzikowski i Kazimierz Kubala dokonali próby lotu przez Atlantyk

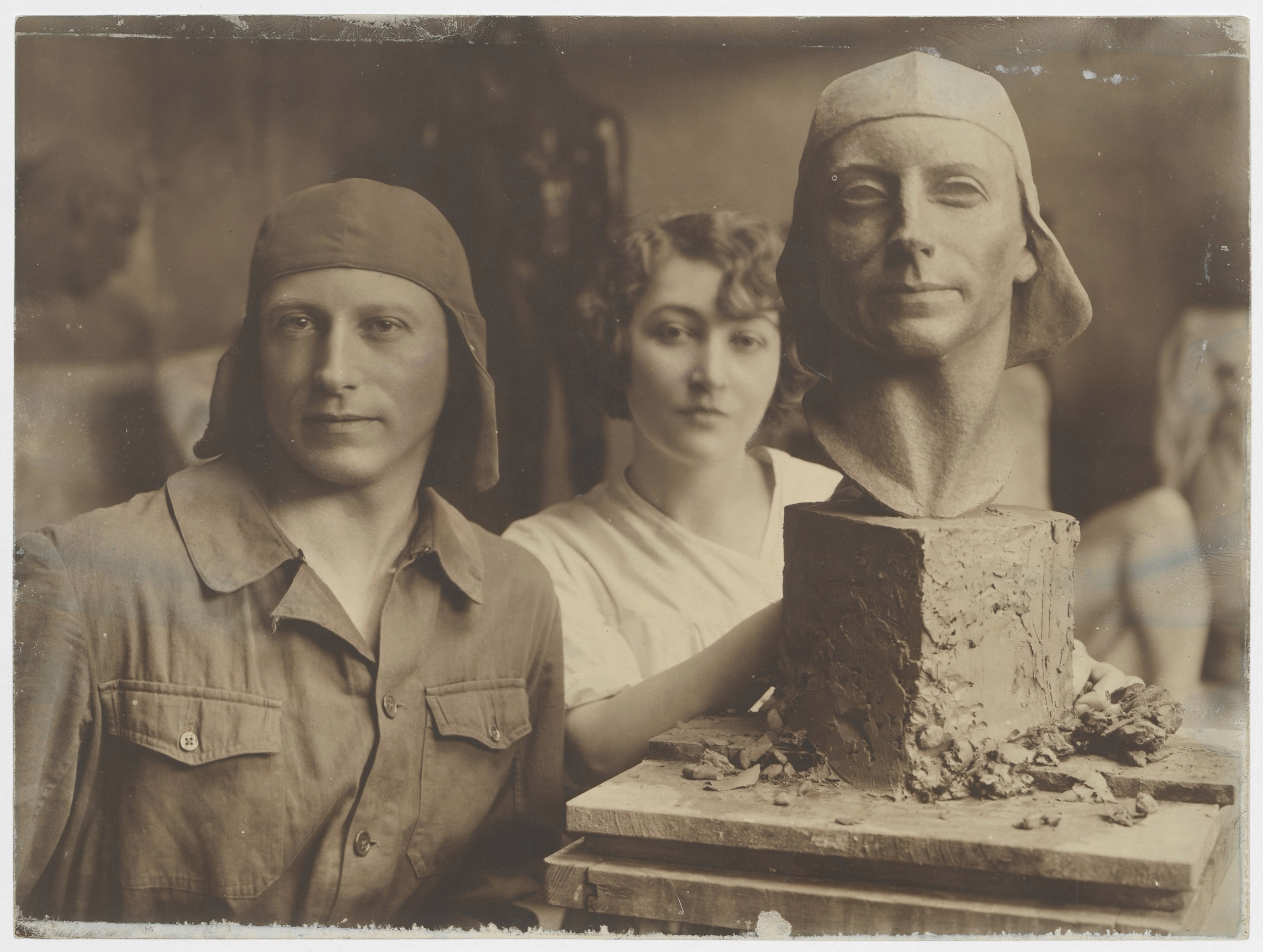
Kazimierz Kubala pozujący do portretu artystce rzeźbiarce Oldze Niewskiej, ok. 1930.

## Życiorys
Urodził się 26 stycznia 1893 w Podłężu, w rodzinie Franciszka (zm. przed 1906), urzędnika kolejowego w Tymbarku, i Salomei z Baczyńskich. Był bratem Władysława (1891–1941), podpułkownika; obaj bracia urodzili się tego samego dnia 26 stycznia, dzieliło ich dwa lata różnicy. Ich stryjem był Ludwik Kubala (1838–1918), nauczyciel i historyk, a bratem stryjecznym Wawrzyniec Kubala (1885–1967), doktor praw, wiceprezydent Lwowa.
W 1912 Kazimierz Kubala zdał egzamin dojrzałości w C. K. Gimnazjum Męskim w Sanoku. W sanockim harcerstwie pełnił funkcję plutonowego. Podczas pobytu w Sanoku zamieszkiwał w Posadzie Sanockiej u Władysława Baczyńskiego, lustratora Rady Powiatowej. W 1912 rozpoczął studia farmaceutyczne na Uniwersytecie Franciszkańskim we Lwowie.
W czasie I wojny światowej służył w cesarskiej i królewskiej Armii, m.in. w 11 kompanii balonowej i 26 kompanii lotniczej. Na stopień podporucznika został mianowany ze starszeństwem z 1 stycznia 1916 w korpusie oficerów rezerwy piechoty. Jego oddziałem macierzystym był Pułk Piechoty Nr 58.
Od września 1918 przebywał w Krakowie. W listopadzie 1918 jako pilot obserwator odbywał loty z pomocą walczącym w obronie Lwowa podczas wojny polsko-ukraińskiej. W tym czasie 11 listopada 1918 przybył wraz z pilotem sierż. Cagaskiem z Krakowa do Lwowa samolotem Brandenburg. W okresie walk o Lwów wykonał 16 lotów, plasując się w ich liczbie tylko za ppor. Władysławem Toruniem. Od 1 kwietnia 1919 był oficerem w Sztabie Lotnictwa Naczelnego Dowództwa WP, od października 1919 walczył jako lotnik na wojnie polsko-bolszewickiej, w szeregach 59 eskadry lotniczej i 3 dywizjonu lotniczego. Za udział w walkach w 1922 otrzymał Krzyż Srebrny Orderu Virtuti Militari.
W 1920 wystąpił z wojska i ukończył studia farmaceutyczne na Uniwersytecie Jana Kazimierza we Lwowie. Od 1922 ponownie służył w Wojsku Polskim. Został zweryfikowany w stopniu kapitana rezerwy w korpusie oficerów lotnictwa ze starszeństwem z dniem 1 czerwca 1919. Około 1923–1924 został zweryfikowany w stopniu kapitana w korpusie oficerów zawodowych aeronautycznych ze starszeństwem z dniem 1 lipca 1919. Został przydzielony do 2 pułku lotniczego w Krakowie: w 1923 jako nadetatowy oficer zatrzymany w służbie czynnej, w 1924 jako oficer zawodowy. W tym czasie pracował w Centralnych Warsztatach Lotniczych w Warszawie, których został kierownikiem. Był członkiem Polskiej Misji Zakupów Wojskowych we Francji. W styczniu 1928 został przeniesiony z dyspozycji szefa Departamentu Lotnictwa MSWojsk. do 1 pułku lotniczego w Warszawie. 18 lutego tego roku został mianowany majorem ze starszeństwem z 1 stycznia 1928 i 13. lokatą w korpusie oficerów lotnictwa. 7 stycznia 1930 został przydzielony na trzymiesięczny kurs oficerów sztabowych lotnictwa przy Wyższej Szkole Wojennej w Warszawie. W czerwcu 1930 został przeniesiony z 6 pułku lotniczego we Lwowie do Instytutu Badań Technicznych Lotnictwa w Warszawie.
W 1930 sporządził i rozesłał memoriał oskarżający płk. Ludomiła Rayskiego, ówczesnego szefa Departamentu Żeglugi Powietrznej Ministerstwa Spraw Wojskowych i Józefa Becka, ówczesnego szefa gabinetu Ministra Spraw Wojskowych, o zły stan polskiego lotnictwa i zdradę państwowych interesów. W tej sprawie 15 i 16 grudnia 1930 był przesłuchiwany przez oficera śledczego 1 dywizjonu żandarmerii kpt. Alfreda Theuera. 18 grudnia 1930 roku został zatrzymany pod zarzutem „wysokiej niesubordynacji” i osadzony w Wojskowym Więzieniu Śledczym Nr I przy ulicy Dzikiej w Warszawie. Dochodzenie prowadził podprokurator major Chirowski. 20 grudnia został zwolniony z zatrzymania. Podczas procesu sądowego Kubala przyznał się do rozsyłania anonimu. Wyrokiem Wojskowego Sądu Okręgowego został skazany za – jak to uznano – obrazę Rayskiego na karę roku pozbawienia wolności, a po złożeniu skargi kasacyjnej Najwyższy Sąd Wojskowy 10 kwietnia 1931 złagodził karę wymierzoną przez sąd pierwszej instancji z jednego roku do 7 miesięcy pozbawienia wolności utrzymując w mocy postanowienie o jego wydaleniu z korpusu oficerskiego.
W 1933 zamieszkał w Brazylii, gdzie prowadził działalność gospodarczą. Był tam ekspertem w zakresie lotnictwa cywilnego. Zamieszkiwał przy ulicy Rue Juvalies w São Paulo. Tam zmarł w 1976.

## Próby lotu przez Atlantyk
W kwietniu 1926 Ludwik Idzikowski został przydzielony do Polskiej Misji Wojskowej Zakupów we Francji, gdzie testował w locie zakupione przez Polskę francuskie samoloty. Wówczas też wysunął projekt dokonania pierwszego przelotu samolotem przez Atlantyk w trudniejszym kierunku zachodnim, przeciwnym do wiatrów. Do tej pory, próby takie nie powiodły się, a Atlantyk pokonano jedynie w kierunku wschodnim. Z uwagi na brak zainteresowania polskich władz wojskowych, Idzikowski czynił przygotowania do lotu na własną rękę. Na skutek jednak zainteresowania prasy planami Idzikowskiego, polskie władze państwowe i wojskowe podjęły ideę lotu przez Atlantyk i w tym celu zakupiono we Francji nowo skonstruowany długodystansowy samolot rajdowy Amiot 123 – odmianę bombowca, który otrzymał nazwę „Marszałek Piłsudski”. Do lotu wyznaczono Idzikowskiego, awansowanego 1 stycznia 1928 roku do stopnia majora, i mjr. Kazimierza Kubalę jako nawigatora. W tym czasie Idzikowski pełnił służbę w Instytucie Badań Technicznych Lotnictwa i pozostawał w ewidencji Kadry Oficerów Lotnictwa.
Pierwszą próbę przelotu podjęli oni 3 sierpnia 1928 roku o godz. 4.45, z lotniska Le Bourget pod Paryżem. Jednakże po przeleceniu ok. 3200 km, nad oceanem, przed osiągnięciem połowy drogi, załoga zauważyła spadający poziom oleju silnika, znamionujący pęknięcie zbiornika oleju. Polscy lotnicy zdecydowali zawrócić do Europy. Po 31 godzinach lotu od startu, kiedy olej w instalacji się skończył, Idzikowski zdecydował wodować obok napotkanego niemieckiego statku „Samos”, ok. 70 km od brzegów Hiszpanii. Marynarze uratowali załogę i wyciągnęli dźwigiem samolot, który jednak uległ znacznym uszkodzeniom.
Idzikowski i Kubala podjęli mimo to rok później kolejną próbę pokonania Atlantyku. W tym celu ze składek Polonii amerykańskiej zakupiono drugi egzemplarz samolotu Amiot 123, mający mocniejszy silnik i inne drobne ulepszenia. Samolot nazwano „Orzeł Biały”. Do ponownego lotu wystartowali 13 lipca 1929 roku o godz. 3.45, z lotniska Le Bourget. Po przeleceniu 2140 km, nad oceanem, silnik samolotu zaczął zmniejszać obroty i wydawać trzaski. Załoga postanowiła lądować na wyspie Faial na Azorach. Z powodu nieregularnej pracy silnika, około godziny 19 czasu lokalnego Idzikowski zdecydował jednak lądować na bliższej o 50 km skalistej wyspie Graciosa. Podczas awaryjnego lądowania na polu, samolot wpadł na niewidoczny wał z kamieni i skapotował. Samolot spłonął. W katastrofie poniósł śmierć Ludwik Idzikowski, natomiast Kazimierz Kubala odniósł niewielkie obrażenia. Przyczyną awarii silnika okazało się uszkodzenie łożyska reduktora.

## Ordery i odznaczenia
- Krzyż Srebrny Orderu Wojskowego Virtuti Militari nr 486 – 8 kwietnia 1921[31][32]
- Krzyż Walecznych (czterokrotnie)
- Złoty Krzyż Zasługi (31 sierpnia 1928)[33][34]
- Polowa Odznaka Obserwatora nr 23 (11 listopada 1928)[35]
- Brązowy Medal Zasługi Wojskowej Signum Laudis z mieczami na wstążce Krzyża Zasługi Wojskowej (Austro-Węgry)[36]